# Paolo Paoloni
Paolo Paoloni (Bodio, 24 luglio 1929 – Roma, 9 gennaio 2019) è stato un attore e regista teatrale italiano.

## Biografia
Originario di Ancona ma nato a Bodio, comune del Canton Ticino in Svizzera, venne scoperto da Luciano Salce, per il quale recitò in numerose pellicole. Divenne tuttavia noto per aver impersonato il Megadirettore Galattico nella saga di Fantozzi. A Bodio trascorse con la famiglia i primi anni di vita nella residenza oggi disabitata di Villa Lanini; in quegli anni infatti il padre si era interessato, come diversi altri tecnici e ingegneri del centro - nord Italia, allo sviluppo industriale avvenuto agli inizi del Novecento della piana di Bodio, dove fu creata una delle prime centrali elettriche del Cantone, ovvero la Centrale della Biaschina.
Apparve in particolare in molte commedie brillanti, ma partecipò anche a film dell'orrore come Inferno e Cannibal Holocaust. 
Molto attivo anche in televisione, interpretò il maggiordomo di Cochi e Renato in Nebbia in Valpadana e apparve in due episodi di Don Matteo.
Lavorò molto in teatro, dove, oltre che interprete fino in tarda età, fu anche un apprezzato regista.
È morto a 89 anni il 9 gennaio 2019 a Roma: negli ultimi mesi era diventato afono a causa di una malattia alle corde vocali.

## Filmografia

### Cinema
- La pecora nera, regia di Luciano Salce (1968) – non accreditato
- Il prof. dott. Guido Tersilli primario della clinica Villa Celeste convenzionata con le mutue, regia di Luciano Salce (1969)
- La ragazza del prete, regia di Domenico Paolella (1970)
- In nome del popolo italiano, regia di Dino Risi (1971)
- L'erotomane, regia di Marco Vicario (1974)
- Fantozzi, regia di Luciano Salce (1975)
- Bianchi cavalli d'agosto, regia di Raimondo Del Balzo (1975)
- Il secondo tragico Fantozzi, regia di Luciano Salce (1976)
- Tutti possono arricchire tranne i poveri, regia di Mauro Severino (1976)
- L'altra metà del cielo, regia di Franco Rossi (1977)
- Un borghese piccolo piccolo, regia di Mario Monicelli (1977)
- Grazie tante arrivederci, regia di Mauro Ivaldi (1977)
- Dove vai in vacanza?, regia di Luciano Salce, episodio Sì buana (1978)
- Dottor Jekyll e gentile signora, regia di Steno (1979)
- Tesoromio, regia di Giulio Paradisi (1979)
- Inferno, regia di Dario Argento (1980)
- Cannibal Holocaust, regia di Ruggero Deodato (1980)
- Rag. Arturo De Fanti, bancario precario, regia di Luciano Salce (1980)
- Il marchese del Grillo, regia di Mario Monicelli (1981)
- Vieni avanti cretino, regia di Luciano Salce (1982)
- E la nave va, regia di Federico Fellini (1983)
- Stradivari, regia di Giacomo Battiato (1988)
- Io, Peter Pan, regia di Enzo De Caro (1989)
- Faccione, regia di Christian De Sica (1990)
- L'avaro, regia di Tonino Cervi (1990)
- La puttana del re, regia di Axel Corti (1990)
- Stasera a casa di Alice, regia di Carlo Verdone (1990)
- Vacanze di Natale '90, regia di Enrico Oldoini (1990)
- Voci dal profondo, regia di Lucio Fulci (1991)
- Vacanze di Natale '91, regia di Enrico Oldoini (1991)
- Fantozzi in paradiso, regia di Neri Parenti (1993)
- Chicken Park, regia di Jerry Calà (1994)
- Fantozzi - Il ritorno, regia di Neri Parenti (1996)
- Double Team - Gioco di squadra, regia di Tsui Hark (1997)
- L'amico di Wang, regia di Carl Haber (1997)
- Panni sporchi, regia di Mario Monicelli (1999)
- Fantozzi 2000 - La clonazione, regia di Domenico Saverni (1999)
- Segreti di famiglia, regia di Dennis Berry (2001)
- L'inverno, regia di Nina Di Majo (2002)
- Il nostro matrimonio è in crisi, regia di Antonio Albanese (2002)
- Il gioco di Ripley, regia di Liliana Cavani (2002)
- Io fumo, cortometraggio, regia di Tommaso Bernabei (2011)
- The Haunting of Helena, regia di Christian Bisceglia e Ascanio Malgarini (2012)
- Si accettano miracoli, regia di Alessandro Siani (2015)
- Ambaradann, registi vari – cortometraggio (2017)
- Benedetta follia, regia di Carlo Verdone (2018)

### Televisione
- Cuore, regia di Luigi Comencini – miniserie TV, 6 puntate (1984)
- La casa nel tempo, regia di Lucio Fulci – film TV (1989)
- L'Achille Lauro - Viaggio nel terrore, regia di Alberto Negrin – film TV (1990)
- Non aprite all'uomo nero, regia di Giulio Questi – film TV (1990)
- Killer Rules – film TV (1993)
- I ragazzi del muretto – serie TV, 1 episodio (1993)
- A che punto è la notte, regia di Nanny Loy – film TV (1994)
- Schade um Papa – serie TV (1995)
- I giudici - Excellent Cadavers, regia di Ricky Tognazzi – film TV (1999)
- Nebbia in Valpadana – serie TV (2000)
- Non ho l'età, regia di Giulio Base – film TV (2001)
- Don Matteo – serie TV, 2 episodi (2006-2011)
- Roma (Rome) – serie TV, episodio 2x05 (2007)
- La squadra – serie TV, episodio 8x03 (2007)
- Ho sposato uno sbirro 2 – serie TV (2010)
- Preferisco il paradiso, regia di Giacomo Campiotti – miniserie TV (2010)
- 1993 – serie TV, episodio 2x03 (2017)

### Cortometraggio
- L'arte di essere fragili, regia di Alessandro D'Avenia

## Doppiatori
- Mario Milita in Inferno, Voci dal profondo
- Gianfranco Bellini in Il prof. dott. Guido Tersilli, primario della clinica Villa Celeste, convenzionata con le mutue
- Giorgio Piazza in Fantozzi
- Antonio Guidi in Il secondo tragico Fantozzi
- Nino Dal Fabbro in Tutti possono arricchire tranne i poveri
- Manlio De Angelis in Dottor Jekyll e gentile signora
- Cesare Barbetti in Tesoromio
- Massimo Turci in Cannibal Holocaust
- Gianni Marzocchi in Rag. Arturo De Fanti, bancario precario
- Max Turilli in Il marchese del Grillo
- Giancarlo Sbragia in E la nave va
- Sandro Tuminelli in La casa nel tempo
- Carlo Sabatini in I giudici